# Peritassa hatschbachii
Peritassa hatschbachii är en benvedsväxtart som beskrevs av J.A. Lombardi. Peritassa hatschbachii ingår i släktet Peritassa och familjen Celastraceae. Inga underarter finns listade.